# Nebahovy
Nebahovy är en ort i Tjeckien.   Den ligger i regionen Södra Böhmen, i den sydvästra delen av landet, 120 km söder om huvudstaden Prag. Nebahovy ligger 747 meter över havet och antalet invånare är 425.
Terrängen runt Nebahovy är lite kuperad.Runt Nebahovy är det glesbefolkat, med 14 invånare per kvadratkilometer. Närmaste större samhälle är Prachatice, 4,1 km väster om Nebahovy. I omgivningarna runt Nebahovy växer i huvudsak blandskog.